# Ивановское (Торопецкий район)
Ивановское — опустевшая деревня в Торопецком районе Тверской области. Входит в состав Плоскошского сельского поселения.

## География
Находится в западной части Тверской области на расстоянии приблизительно 51 км на северо-запад по прямой от районного центра города Торопец на левом берегу реки Кунья.

## История
Известна была с 1782 года. В 1877 году здесь (деревня Холмского уезда Псковской губернии) было учтено 4 двора.

## Население
Численность населения: 23 человека (1877 год), 2 (русские 100 %) в 2002 году, 0 как в 2010, так и в 2021 году.